# Austrocroce
Austrocroce är ett släkte av insekter. Austrocroce ingår i familjen Nemopteridae.
Kladogram enligt Catalogue of Life:
| Austrocroce | \| \| Austrocroce attenuata \| \| \| \| \| \| Austrocroce longipennis \| \| \| \| \| \| Austrocroce mira \| \| \| \| \| \| Austrocroce occidens \| \| \| \| |
|             | \| \| Austrocroce attenuata \| \| \| \| \| \| Austrocroce longipennis \| \| \| \| \| \| Austrocroce mira \| \| \| \| \| \| Austrocroce occidens \| \| \| \| |
|             | Austrocroce attenuata |
|             | |
|             | Austrocroce longipennis |
|             | |
|             | Austrocroce mira |
|             | |
|             | Austrocroce occidens |
|             | |